# İsmet Yılmaz
İsmet Yılmaz (Gürün, Sivas, 10 december 1961) is een Turks politicus, jurist en ingenieur. Yılmaz (AK-partij) is de 26e voorzitter van de Grote Nationale Assemblee van Turkije (Turks: Türkiye Büyük Millet Meclisi). Hij volgde zijn partijgenoot Cemil Çiçek op, die de functie van 2011 tot 2015 vervulde. Yılmaz versloeg op 1 juli 2015 in de vierde schriftelijke stemronde Deniz Baykal (CHP) met 259 stemmen.
Yilmaz vervulde in de jaren 2011 tot en met 2015 de functie minister van Defensie. Ook was hij in 2007 minister van Transport en Communicatie.

## Jeugd en opleiding
Yılmaz behaalde in 1982 een bachelorgraad in werktuigbouwkunde aan de Technische Universiteit Istanboel. Hierna studeerde hij zeerecht aan de Universiteit van Istanboel tot 1987. Hij behaalde een mastergraad aan de World Maritime University in Malmö bij afronding van zijn studie 'technical management in maritime' en een tweede mastertitel in recht aan de Universiteit van Marmara. Hij promoveerde aan de Universiteit van Ankara.

## Politieke loopbaan
Op 31 december 2002 werd Yılmaz, na een carrière van twintig jaar als ingenieur en juridisch medewerker, onderstaatssecretaris van maritieme zaken op het Ministerie van Transport en Communicatie. Hij was even minister van dit departement in 2007 als vervanger van Binali Yıldırım. Op 1 november 2007 werd Yılmaz onderstaatssecretaris op het ministerie van Cultuur en Toerisme.
Yılmaz werd lid van de AK Parti en na de Turkse algemene verkiezingen 2011 afgevaardigde voor de provincie Sivas. Op 7 juli 2011 
werd hij minister van defensie in het Kabinet-Erdoğan III.